# Ligabue (film)
Pour les articles homonymes, voir Ligabue.
Pour plus de détails, voir Fiche technique et Distribution.
Ligabue est un film dramatique et biographique italien réalisé par Salvatore Nocita et sorti en 1978.
Il retrace la vraie vie du peintre Antonio Ligabue (1899-1965), d'après un ouvrage de Cesare Zavattini qui s'est également chargé du scénario. Pour ce film, Nocita a reçu le Ruban d'argent du meilleur réalisateur débutant, tandis que Flavio Bucci a remporté le Ruban d'argent du meilleur acteur.
Ce film de 126 minutes a également été diffusé à la télévision italienne en version longue de 200 minutes.

## Synopsis
Rapatrié par les autorités suisses parce qu'il est déclaré « indésirable », l'excentrique Antonio Ligabue laisse perplexes les autorités de Gualtieri, dans la région du bas Reggio d'Émilie, qui le confient à la maison de retraite. Il s'en échappe aussitôt pour se réfugier dans le voisinage en travaillant comme ouvrier, mais il échoue à la fois à cause des plaisanteries impitoyables de ses compagnons et de ses propres bizarreries. Il s'isole dans une cabane au bord du Pô, où il passe son temps immergé dans la nature.
Au fil des ans, la population s'habitue à la figure de Toni, considéré comme un misanthrope fou, mais pas dangereux. Sans aucun calcul, Ligabue découvre sa vocation artistique en peignant la nature sur des plantes et des murs. Le peintre Mazzacurati perçoit son talent naturel et lui donne les moyens de peindre des tableaux qui trouvent preneur et lui permettent de monter une exposition qui le consacre comme un « artiste ». Après diverses vicissitudes qui le conduisent à être hospitalisé dans un asile psychiatrique, les commandes et les gains conséquents permettent à Toni de s'installer dans un petit hôtel et l'amènent même à demander la main de Cesarina, la fille du propriétaire de l'hôtel.
Mais en réalité, Ligabue reste « différent » et, bien que ses peintures soient acceptées par ses collègues peintres, les collectionneurs, les marchands et les clients, son incapacité à se conformer aux règles de la société fait de lui un inadapté. Antonio Ligabue est mort avec la seule amitié du fidèle Cachi. La commémoration du maire n'efface pas le drame d'un homme qui a vécu dans la solitude toute sa vie.

## Fiche technique
- Titre français : Ligabue ou La Vie de Ligabue[3]
- Titre original italien : Ligabue[4]
- Réalisation : Salvatore Nocita
- Scénario : Arnaldo Bagnasco (it), Cesare Zavattini
- Photographie : Roberto Gerardi
- Montage : Franco Letti
- Musique : Armando Trovajoli
- Effets spéciaux : Antonio Corridori
- Décors : Franco Vanorio
- Costumes : Franco Carretti
- Maquillage : Alfredo Marazzi
- Production : Camillo Teti
- Société de production : Produzioni OPC, Rete 1
- Pays de production :  Italie
- Langue originale : italien
- Format : Couleurs - 1,33:1 - Son mono - 35 mm
- Genre : drame biographique
- Durée : 126 minutes (version cinéma) ; 200 minutes (version télévisée)
- Dates de sortie : 
  - Italie : 24 novembre 1978
  - France : 31 mars 1982[3]

## Distribution
- Flavio Bucci : Antonio Ligabue
- Andréa Ferréol : Cesarina
- Pamela Villoresi : Pia
- Giuseppe Pambieri : Marino Mazzacurati
- Alessandro Haber : Cachi
- Renzo Palmer : Maire
- Luciano Melani : Mozzali
- Gino Lavagetto : Bertacchini
- Giuseppina Galimberti : mère Cesarina
- Maria Grazia Grassini : mère Elba
- Maddalena Pisoni : mère Cachi
- Carlo Bagno : agriculteur
- Giorgio Trestini : Carlone, ouvrier au bord du Pô
- Guido Tasso : officier allemand
- Giovanni Cimigotto Rubens : Père Ligabue
- Franco Odoardi : veuf
- Enzo Robutti : barbier
- Marisa Laurito : une prostituée